# Farmacevtska oblika za uho
Farmacévtska oblíka za uhó je tekoča, poltrdna ali trdna farmacevtska oblika za vkapavanje ali razprševanje zdravilne učinkovine v sluhovod ali za izpiranje ušesa.
Običajno vsebuje eno ali več učinkovin v ustrezni podlagi. Lahko vsebuje pomožne snovi, na primer za izotoniranje, uravnavanje viskoznosti, uravnavanje ali stabiliziranje pH, povečanje topnosti učinkovine, stabiliziranje izdelka ali za zagotavljanje protimikrobnih lastnosti. Če je farmacevtska oblika za uho namenjena uporabi v poškodovanem ušesu, zlasti, kadar je bobnič predrt, ali pred operativnim posegom, mora biti sterilna, brez konzervansov in polnjena v enoodmerni vsebnik.

## Vrste
Med farmacevtske oblike za uho spadajo:
- kapljice in pršila za uho
- poltrdne farmacevtske oblike za uho
- praški za uho
- tekočine za izpiranje ušesa
- tamponi za uho